# Орендне підприємство
Орендне підприємство — це господарська одиниця, яка самостійно здійснює підприємницьку та іншу діяльність на основі строкового платного володіння і користування майном, переданим в оренду орендареві за договором. Об'єктами оренди є цілісні майнові комплекси державних підприємств, організацій або їхні структурні підрозділи; окреме індивідуально визначене майно державних підприємств, організацій.

## Історія
Закон України «Про оренду майна державних підприємств та організацій» (в редакції Закону від 10 квітня 1992 р.) передбачав одночасне існування організації орендарів і орендного підприємства. Організація орендарів створювалася трудовим колективом державного (комунального) підприємства, укладала договір оренди майна державного підприємства та договір купівлі-продажу орендованого майна у процесі приватизації, а також була суб'єктом викупу майна державного підприємства. Діяльність підприємств, організацій, цілісні майнові комплекси яких передано в оренду, припинялась як державних із моменту реєстрації статуту створеного орендарем підприємства, господарського товариства тощо. Таким чином організація орендарів укладала договір оренди та приватизації майна державного підприємства, а господарське товариство (орендне підприємство) користувалося цим майном, сплачувало орендну плату, а також плату за приватизацію.